# Brandon Kroeger
Brandon Henry Kroeger (ur. 1971 w Hanna) – pierwszy perkusista zespołu Nickelback, kuzyn braci Chada Kroegera oraz Mike'a Kroegera. Znalazł się w pierwszym składzie grupy z 1995 roku. Nagrał z zespołem jeden album długogrający "Curb", wydany w 1996 roku, oraz EP-kę "Hesher". Zniechęcony brakiem spektakularnego sukcesu i naciskany przez żonę, opuścił Nickelback, tuż przed sesją nagraniową do płyty "The State", zanim zespół zyskał światowy rozgłos. Po odejściu z grupy nie grał już w żadnym zespole. Odbył z zespołem także trasę promującą płytę "Curb" w roku 1997. Obecnie pracuje w rodzinnym mieście. 

## Dyskografia
Nickelback
- Hesher (1996) (EP)
- Curb (1996)